# 加杰恩德拉加尔
加杰恩德拉加尔（Gajendragarh），是印度卡纳塔克邦Gadag县的一个城镇。总人口28227（2001年）。

## 人口
该地2001年总人口28227人，其中男性14360人，女性13867人；0—6岁人口3970人，其中男2016人，女1954人；识字率62.29%，其中男性为73.66%，女性为50.51%。